# СААБ арена
СААБ арена, или раније Клоета центар је вишенаменска арена у Линћепингу, Шведска. Отворена је 2004. године и има капацитет 8.500 за људи на спортским догађајима и 11.500 током концерата. Углавном се користи за хокејашке утакмице, а неке од утакмица Светског првенства у рукомету 2011. одигране су у овој арени.
Године 2005. и 2008 Клоета центар је био домаћин полуфиналу Мелодифестивалена, а то ће такође учинити и 2011. Од познатих музичких група и извођача у Клоета центру су наступали Дип Пурпл, Вајтснејк, Мит Лоуф, као и многи други.
У дворани своје домаће утакмице игра хокејашки клуб Линћепинг.